# HD 33564 b
HD 33564 b (بالإنجليزية: HD 33564 b)‏ الذي يرمز له بالرمز HD 33564b، هو كوكب خارج المجموعة الشمسية، في كوكبة الزرافة، يتبع HD 33564 ‏.

## الاكتشاف
اكتشف في 3 سبتمبر 2005، وكانت طريقة الاكتشاف دوبلر الطيفي.